# Michael Tillman
Pour les articles homonymes, voir Tillman.
Michael Tillman, né le 9 février 1969 à Yorba Linda, Californie, est un coureur cycliste américain. Spécialiste de la piste, il a notamment terminé troisième du classement général de la Coupe du monde sur piste de poursuite individuelle en 2002.

## Palmarès sur piste

### Coupe du monde
- 1999
  - 3e de la poursuite par équipes à Frisco (avec Adam Laurent, Tommy Mulkey et Christian Vande Velde)
- 2002
  - 2e de la poursuite à Kunming
  - 2e de l'américaine à Kunming
  - 3e du classement général de la poursuite

### Championnats des États-Unis
- 2000
  -  Champion des États-Unis de poursuite individuelle
- 2001
  -  Champion des États-Unis de poursuite individuelle
- 2002
  -  Champion des États-Unis de poursuite individuelle
  -  Champion des États-Unis de poursuite par équipes avec James Carney, Colby Pearce et Kenny Williams
  - 3e de l'américaine

## Palmarès sur route
- 2002
  - 5e étape du Tour de Tasmanie
  - 2e de Cliff Bar criterium
  - 2e de Joseph Sunde Memorial
- 2003
  - St. Valentine's Day Race
  - Irwindale GP Claremont